# Marta Werpachowska
Marta Werpachowska (ur. 19 maja 1982) – polska judoczka.
Była zawodniczka klubów: UKS Narew Łapy (1999-2001), KS AZS-AWF Warszawa (2001-2003). Brązowa medalistka mistrzostw Polski seniorek 2001 w kategorii do 78 kg. Ponadto m.in. wicemistrzyni Polski juniorek 2001.